# ウォルト・ホイットマン
ウォルター・ホイットマン (英語: Walter Whitman, 1819年5月31日 – 1892年3月26日) は、アメリカ合衆国の詩人、随筆家、ジャーナリスト、ヒューマニスト。超越主義から写実主義への過渡期を代表する人物の一人で、作品には両方の様相が取り込まれている。アメリカ文学において最も影響力の大きい作家の一人でもあり、エミリ・ディキンソン（1830年 - 1886年）と並んでアメリカ独自の詩の創始者とみなされており、しばしば「自由詩の父」と呼ばれる。
ニューヨーク州ロングアイランドに生まれ、ジャーナリスト、教師、公務員として働き、南北戦争に志願看護師として従事する傍ら、詩を出版する。活動初期には、禁酒運動小説 Franklin Evans (1842年) も発表している。初め1855年に自費出版されたホイットマンの代表作『草の葉』(英語版)は、アメリカの叙事詩を市井の人々に届けようという試みであった。 ホイットマンは1892年の死まで、この作品の拡充、改訂を重ねた。それぞれの版には、時代の風潮や作者の思想の変化が反映されている。初版の巻頭詩「ぼく自身の歌」が最も広く知られている。
晩年、卒中に倒れた後は、ニュージャージー州カムデンに移り、72歳で没す。その葬儀は盛大なものであった。
ホイットマンはその詩作と同時に、セクシュアリティの点からもよく話題にされる。通常は同性愛者あるいは両性愛者とされるが、ホイットマンが実際に男性と性的関係を持ったことがあったかは明らかでない。ホイットマンは生涯を通じて政治に関わり、ウィルモット条項を支持し、基本的には奴隷制度維持に反対していたが、奴隷廃止運動には賛同しなかった。
日本では夏目漱石によって紹介された。

## 生涯と作品

### 幼少年期
ウォルター・ホイットマンは1819年5月31日、ニューヨーク州ロングアイランド、ハンティントン、ウェスト・ヒルズにて、クエーカー教徒の両親、ウォルターとルイザ (Louisa Van Velsor Whitman) のもとに生まれた。9人兄弟の2番目であったウォルターは、父と区別するために、すぐに「ウォルト」という愛称をつけられた。父ウォルターは7人の息子のうち3人までにアメリカ合衆国の指導者の名前をつけている。すなわち、アンドリュー・ジャクソン、ジョージ・ワシントン、トマス・ジェファソンである。その他に、長男のジェシー (Jesse)、6か月で夭逝した男子、そして末男エドワードがいる。ウォルトが4歳の時、一家はウェスト・ヒルズからブルックリン区に移り、投資の失敗も一因となって住む家を転々とした。ホイットマンは幼少期を、家庭の経済的困窮のために、全般的に落ち着かなく、不幸せな時代だったと回顧している。そんな中にあった幸せな瞬間の一つが、1825年7月4日の独立記念祭で、ラファイエットに高く抱き上げられ、頬に接吻を受けた時であったと述べている。
11歳で正式な学校教育を終え、家庭の経済事情から、仕事を始める。初めは2人の弁護士の雑用係として、次いでロングアイランドの週刊紙『パトリオット』（Patriot、編集長はサミュエル・クレメンツ (Samuel E. Clements)）の印刷見習工として働き、ここで印刷機や組版について学んだ。時には埋め草に「ほろっとくる小話」 ("sentimental bits") を書いたこともあったかもしれない。その後、クレメンツが2人の友人とともに、エリアス・ヒックスの死体を掘り返し、頭部の石膏型を作ろうとして騒動になるということが起きる。この騒動の余波か、直後にクレメンツは『パトリオット』を去った。

### 創作活動初期
その次の夏、ホイットマンはブルックリンの別の印刷職人、エラストゥス・ウォルシントン (Erastus Worthington) のもとで働く。春に一家はウェスト・ヒルズに戻ったが、ウォルトはブルックリンに留まり、ホイッグ党系の有力週刊紙『ロングアイランド・スター』 (Long-Island Star) 編集長のアルデン・スプーナー (Alden Spooner) の店で働き始めた。『スター』にいる間に、ホイットマンは地元図書館に足繁く通い、街の弁論会に入り、劇場にも足を運ぶようになる。そして、『ニューヨーク・ミラー』紙上に匿名で作品をいくつか発表する。16歳を迎えた1835年5月、ホイットマンは『スター』を、そしてブルックリンを去り、ニューヨークにて植字工になる。職場がどこであったか思いだせないと、後年ホイットマンは語っている。その後も仕事を探したが、印刷出版業集積地域での大火事および1837年恐慌に至る不況が重なり、難航した。1836年5月、ロングアイランド・ヘムステッドに住んでいた家族のもとに戻る。1838年春まで、断続的に方々の学校で教鞭をとったが、教職には満足していなかった。
教職をしばらく試した後、ニューヨーク・ハンティントンに戻り、自身の新聞『ロングアイランダー』 (Long-Islander) を創刊する。ホイットマンは出版者、編集者、印刷工、販売、配達までをすべて自ら担った。10ヶ月後、出版所を E. O. Crowell へ売り渡し、Crowell による最初の号は1839年7月12日に出版された。ホイットマンが出版した『ロングアイランダー』は一部も残っていない。1839年夏、ホイットマンはジャマイカ地区の『ロングアイランド・デモクラット』 (Long Island Democrat、編集長 James J. Brenton) の植字工となるが、すぐにこの職を去り、1840年冬から41年春にかけて再び教壇に立ち、その後5月にはニューヨークへ移った。ニューヨークでは主に『ニューワールド』紙にて、詩人でジャーナリストのパーク・ベンジャミン・シニアや批評家ルーファス・ウィルモット・グリスウォルドのもとで下働きをした。その後1940年代は、ブルックリン・イーグル紙で2年間編集に携わるなどさまざまな新聞社を転々としつつ、散文や詩をフリーランスで発表しつづけた。

### 『草の葉』

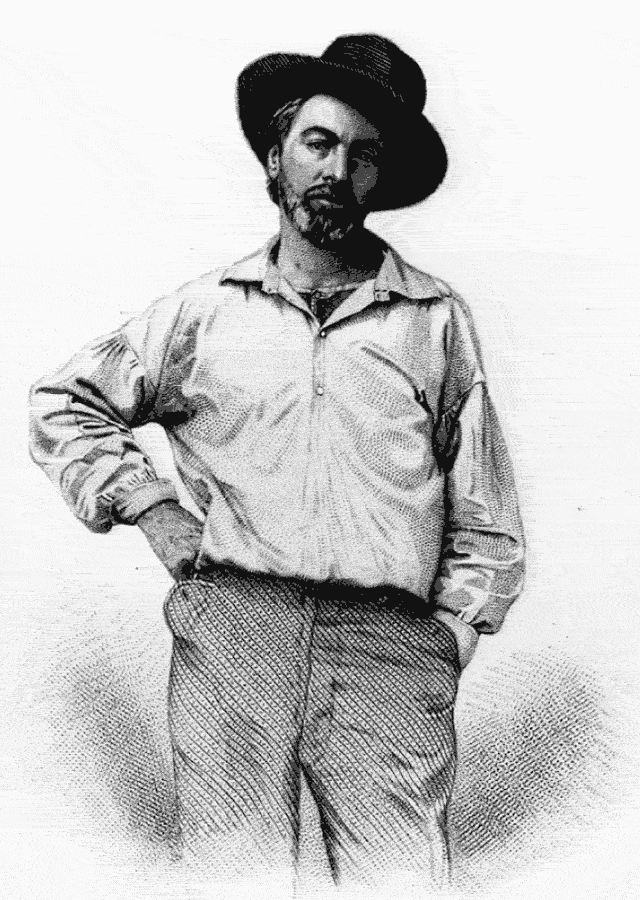
ウォルト・ホイットマン、37歳。『草の葉』、Fulton St., Brooklyn, N.Y. の口絵。ガブリエル・ハリソンによるダゲレオタイプ（原本逸失）を基とするサミュエル・ホルヤーによる鉄版画

ホイットマン自身の言によれば、何年ものあいだ「普通の報酬」 ("the usual rewards") のために働いた後、彼はついに詩人になることを決意した。当初は、当時の文学趣味に合わせたさまざまな大衆的文学のジャンルを試していた。詩集『草の葉』の原型となる作品は、すでに1850年に着手しており、生涯、手を加えつづけることとなる。ホイットマンが書こうとしたのは、真にアメリカ的な叙事詩であり、聖書の韻律を利用した自由詩の形式を用いた。1855年6月末、ホイットマンは『草の葉』の初版を見せて兄弟を驚かせた。弟ジョージは「読むに値しないと考えた」。
ホイットマンは『草の葉』初版を自費で刊行し、地元のとある印刷所にて商売の合間に印刷してもらい、795部を刷った。初版では題名のない12編の詩を収めたわずか95ページの小冊子であった。作者名は記されていなかったが、代わりにサミュエル・ホルヤー (Samuel Hollyer) によるホイットマンを描いた版画が口絵に掲載されていた。『草の葉』はラルフ・ワルド・エマーソン(ノガワカ)から高い評価を受け、エマーソンはホイットマンに5ページに及ぶ称賛の手紙を書き、また友人たちの間でも絶賛した。このエマーソンの評価のおかげもあって 、『草の葉』初版は広い範囲で読まれ、相当の関心を獲得したが、同時にその「わいせつ」性についての批判も一部から受けた。地質学者ジョン・ピーター・レスリーはエマーソンに書いた手紙の中で、『草の葉』は「くずで、卑俗、わいせつ」 ("trashy, profane & obscene") で、著者は「もったいぶったばか」 ("a pretentious ass") だと記している。1855年7月11日、『草の葉』刊行の数日後、ホイットマンの父は65歳でこの世を去った。
『草の葉』は、初版刊行後からの数か月の間に、性的に不適切な側面への注目が強まった。このことから、すでに印刷、製本されていた第二版の売り出しを、出版者が拒否する寸前にまで至ったが、最終的には、20篇の詩を新たに追加した第二版が1856年8月に発売された。1860年、次いで1867年に改訂、再版を重ね、ホイットマンの生涯を通じて更に数度の改訂が行われた。エイモス・ブロンソン・オルコット（『若草物語』のルイーザ・メイ・オルコットの父）やヘンリー・デイヴィッド・ソローなど幾人かの著名な著作家は、わざわざホイットマンを訪ねるほどこの作品を評価した。ドイツの詩人フェルディナント・フライリヒラートは初版の頃からホイットマンに着目し、ドイツ語訳を進め1868年に発表している。
『草の葉』の最初の数版の刊行の時期、ホイットマンは経済的に困難な状況に陥り、再びジャーナリストとして働かざるを得なくなった。1857年5月からは、ブルックリンの『デイリー・タイムズ』(Daily Times) に勤務し、編集者として紙面を監修、書評、社説を執筆した。1859年には職場を去ったが、これが解雇によるものかホイットマン自身の選択であったかは不明である。ホイットマンは日々の記録や日誌をこまめに記すほうであったが、1850年代後半は自身についてはほとんど書き残していない。

### 南北戦争

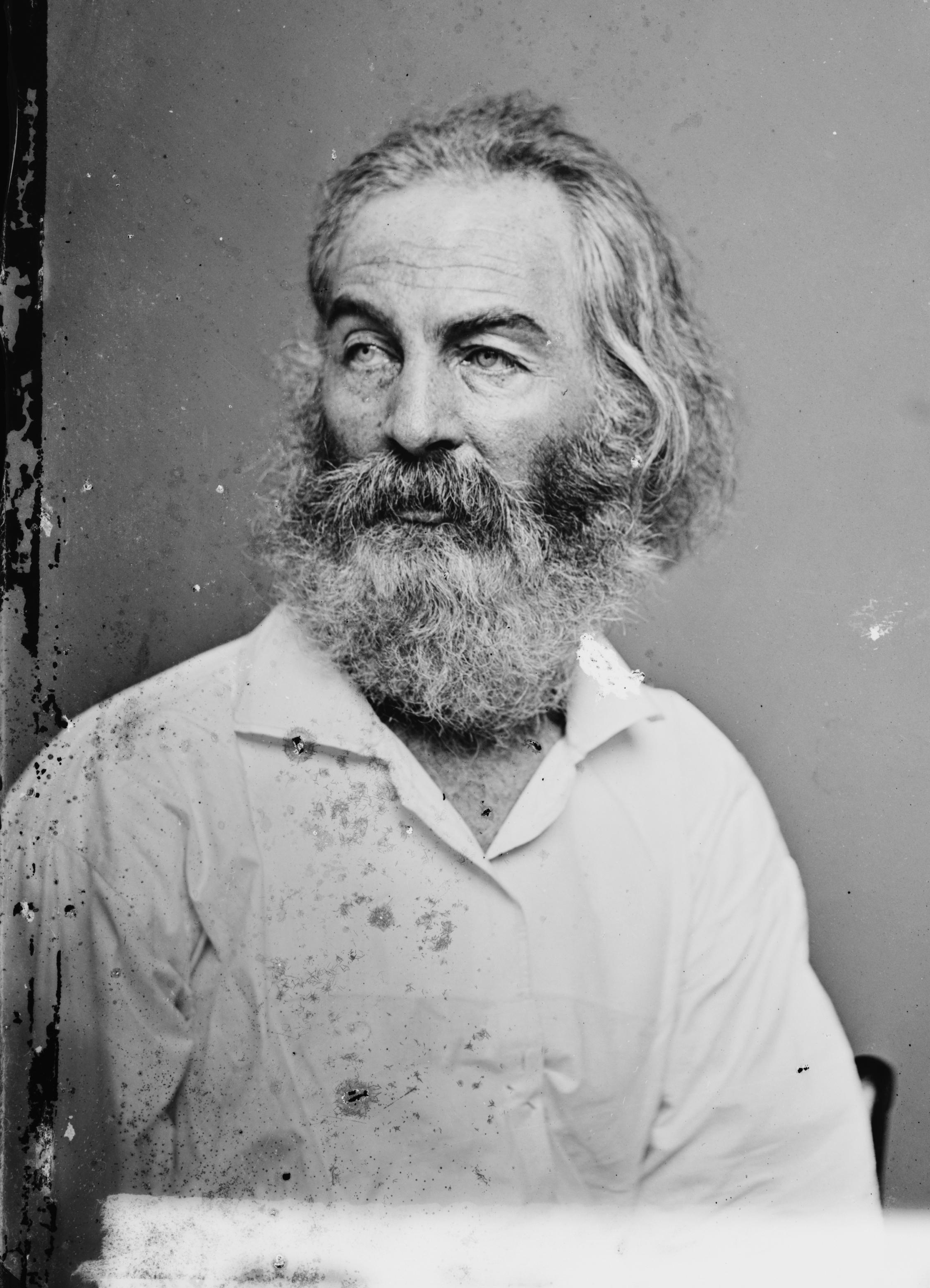
ウォルト・ホイットマン、1860年頃。マシュー・ブレイディ撮影。

南北戦争開戦の頃、ホイットマンは北軍を鼓舞する愛国的な詩「叩け！叩け！太鼓を！」（"Beat! Beat! Drums!") を発表した。ホイットマンの弟ジョージはユニオン（北部諸州）軍に入り、ウォルトに最前線の生々しい様子を詳しく記した手紙を送ってきていた。1862年12月16日、『ニューヨーク・トリビューン』紙に掲載された戦死者・戦傷者名簿中に「 G・W・ホイットモア中尉」 ("First Lieutenant G. W. Whitmore") の名を見たホイットマンは、それが弟ジョージではないかと思い、即座に南部へ向かった。途中で財布を盗まれ、「馬車に乗ることができず、昼も夜も歩き続け、情報を得ようと、高い地位にある人に会おうと」したと、後にホイットマンは記している。やがて頬に軽い傷を負っただけで無事であったジョージに会うことができたが、傷ついた兵士たちの姿や、積み上げられた兵士たちの切断された手足の光景に強く衝撃を受けたホイットマンは、 二度とニューヨークには戻らない覚悟で1862年12月28日、ワシントンD.C.へ向けて出発した。
ワシントンD.C.では、友人のチャーリー・エルドリッジのつてで陸軍主計官の事務局で時間給の仕事を得、空いた時間は陸軍病院で志願看護師として働いた。ここでの経験は、1863年、ニューヨークのとある新聞に発表した「偉大なる病人軍」 ("The Great Army of the Sick") および、12年後に発表した書籍『戦争の思いで』 (Memoranda During the War) にまとめられている。当時、彼はエマーソンを頼って、政府での職を得ようとしている。エマーソンは、友人ジョン・トローブリッジを介して、財務省長官サーモン・チェイスへ推薦状を送り財務省での職の斡旋を依頼したが、チェイスの返答は『草の葉』のようないかがわしい本の著者は雇いたくないというものであった。
1864年の年末をホイットマン一家は散々な状態で迎えていた。11月30日には弟ジョージがヴァージニアでアメリカ連合国軍に捕らえられ、12月3日には別の弟アンドリュー・ジャクソンが結核とアルコール依存症により死亡した。同じ月、ホイットマンは兄ジェシーをキングス群精神異常者保護施設へ送った。このような状況の中で、ホイットマンの心を晴らしたのは、友人のウィリアム・ダグラス・オコーナーの尽力で、内務省インディアン問題事務局の下級職員という、それまでよりも収入のよい政府職を遂に得ることができたことであった。詩人であり、ダゲレオタイピスト、また『サタデー・イブニング・ポスト』編集者であったオコーナーが、ホイットマンのために内務副長官のウィリアム・トッド・オットーに手紙を書いてくれたのであった。ホイットマンは1865年1月24日に勤務を開始し、1200ドルの年俸を得ることとなった。1ヶ月後の2月24日、ジョージが捕虜から解放され、健康状態の悪化のため一時休暇を与えられた。5月1日には僅かながら昇進もし、『ドラム・タップス』を発表した。
ところが、ホイットマンは1865年6月30日付けの解雇を通告されてしまう。新しく内務長官に就任した、前アイオワ州代表上院議員のジェームス・ハーランによる解雇であった。ハーランの解雇は「ほとんど自分の机に座っていない」何人かの職員に対してのものであったが、ホイットマンに関しては、『草の葉』1860年版を目にしたハーランが道徳的観点から解雇に及んだ可能性もある。オコーナーの抗議により、ホイットマンはJ・ハブリー・アシュトンによって7月1日付けで法務長官事務局への異動となった。オコーナーの怒りはそれでも収まらず、ホイットマンの正当性を証明すべく、1866年1月、かなりの偏りと誇張を含む伝記 The Good Gray Poet を出版する。この50セントの冊子の中でホイットマンは根っからの愛国者として擁護されており、ホイットマンのあだ名の由来となるとともに、彼の人気を高めることとなった。ホイットマンの人気を高めたもう一つのきっかけが、詩「ああ船長！我が船長！」 ("en:O Captain! My Captain!") の発表である。エイブラハム・リンカーンに捧げられ、ホイットマンとしては伝統的な形式で書かれたこの詩は、ホイットマンの生前にアンソロジーに収められた唯一の作品である。
法務長官事務局でのホイットマンの仕事の一つは、大統領特赦を求める元連合国兵士の面接にあたることであった。後にホイットマンは、「中にはほんとうに面白い人々がいる」「ぼくが変わったものが大好きなのは知っているだろう」と記している。1866年8月、『草の葉』の新しい版の準備のため1か月の休暇をとったが、出版元探しが難航し、出版は1867年にずれこんだ。彼はその当時はこれを決定版とするつもりであったようだ。1868年2月、ウィリアム・マイケル・ロセッティの力により、イギリスで『ウォルト・ホイットマン詩集』 (Poems of Walt Whitman) が刊行された。刊行に際してはいくつかの改変がなされ、ホイットマンもしぶしぶながら了承している。この詩集は、当地で人気の高いアン・ギルクリストの推薦を受けたこともあり、イギリスで人気となった。1871年には、『草の葉』の新しい版が再び刊行された。同じ年に、ホイットマンが鉄道事故で死亡という誤報が流れたこともあった。ホイットマンの国際的名声は高まっていたが、本人は1872年1月まで法務長官事務局に勤務した。1872年の大半は、関節炎に苦しむ80歳を迎えようとする母の面倒を見るのに費やした。この年は旅行もし、6月26日にはダートマス大学に招待され、学位授与式で講演を行った。

### 健康の悪化と死

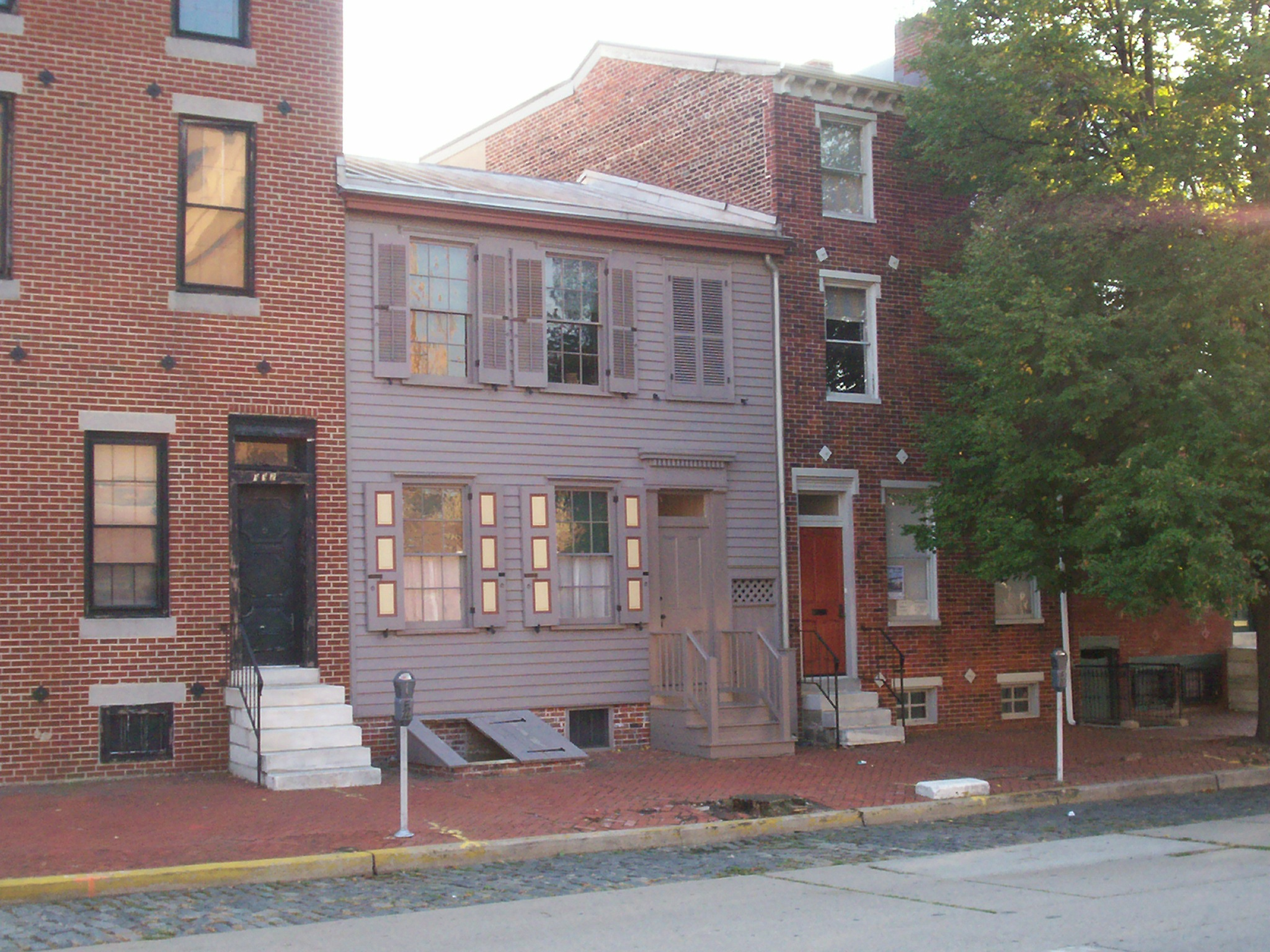
ホイットマンが最晩年を過ごしたニュージャージー州カムデンの自宅

1873年初頭、ホイットマンは脳卒中に倒れた。同年5月に母が亡くなり、この2つの困難が重なって、ホイットマンは鬱状態に陥った。ニュージャージー州カムデンに移り、弟ジョージのもとに家賃と食費を払って滞在した後、1884年、ミクル通りに自宅を購入した。この頃、近所に住む、船長の夫を亡くした未亡人、メリー・オーケス・デイヴィス (Mary Oakes Davis) と親しくなる。1885年2月24日、彼女がホイットマンの家に移り、ただで住む代わりに家事の面倒をみることとなる。メリーは彼女とともに猫と犬を各1匹、2羽のコキジバト、1羽のカナリアなど多数の動物を連れてきた。この時期、1876年、1881年及び1889年に『草の葉』の改訂版を刊行した。
1891年の年末にかけて、ホイットマンは『草の葉』の最終版を手がけた。この版は俗に「臨終版」 ("Deathbed Edition") と呼ばれている。改訂と増補を繰り返し、389編の詩を収める大詩集となっていた。作家本人は次のように記している。「『草の葉』が遂に完成した。33年間切り刻みつづけて、私の人生のどんな時もどんな気分も、天気のいい日も悪い日も、この地のあらゆる場所で、そして戦争と平和、若さも老いも」。死を目前にして、ホイットマンは家形の花崗岩製霊廟を4000ドルで注文し、建設中の現場をたびたび訪れた。死の前の週には、ナイフもフォークも持ち上げられないほど衰弱し、「四六時中苦しい。安らぎもなく、逃げ場もない。痛みの単調、単調、単調」と記している。
ホイットマンは1892年3月26日に没した。解剖により、気管支肺炎で肺機能が通常の8分の1まで低下していたこと、そして胸にある卵ほどの大きさの膿瘍が肋骨に浸潤していたことが明らかとなった。公式記録における死因は「左側肋膜炎、右肺の消耗、一般的な粟粒結核および柔組織腎炎」であった。カムデンの自宅では遺体が公開され、3時間に千人を超える人が訪れ、オーク製のホイットマンの棺は手向けられた花や花輪で覆い尽くされほとんど見えないほどだった。死の4日後にカムデンのハーレー墓地の墓所に葬られた。墓地でも公開の式が執り行われ、友人たちの悼辞や音楽の生演奏があり、軽食が振る舞われた。この霊廟には、後にホイットマンの両親、2人の兄弟とその家族が合葬されている。

## 生活観・信念

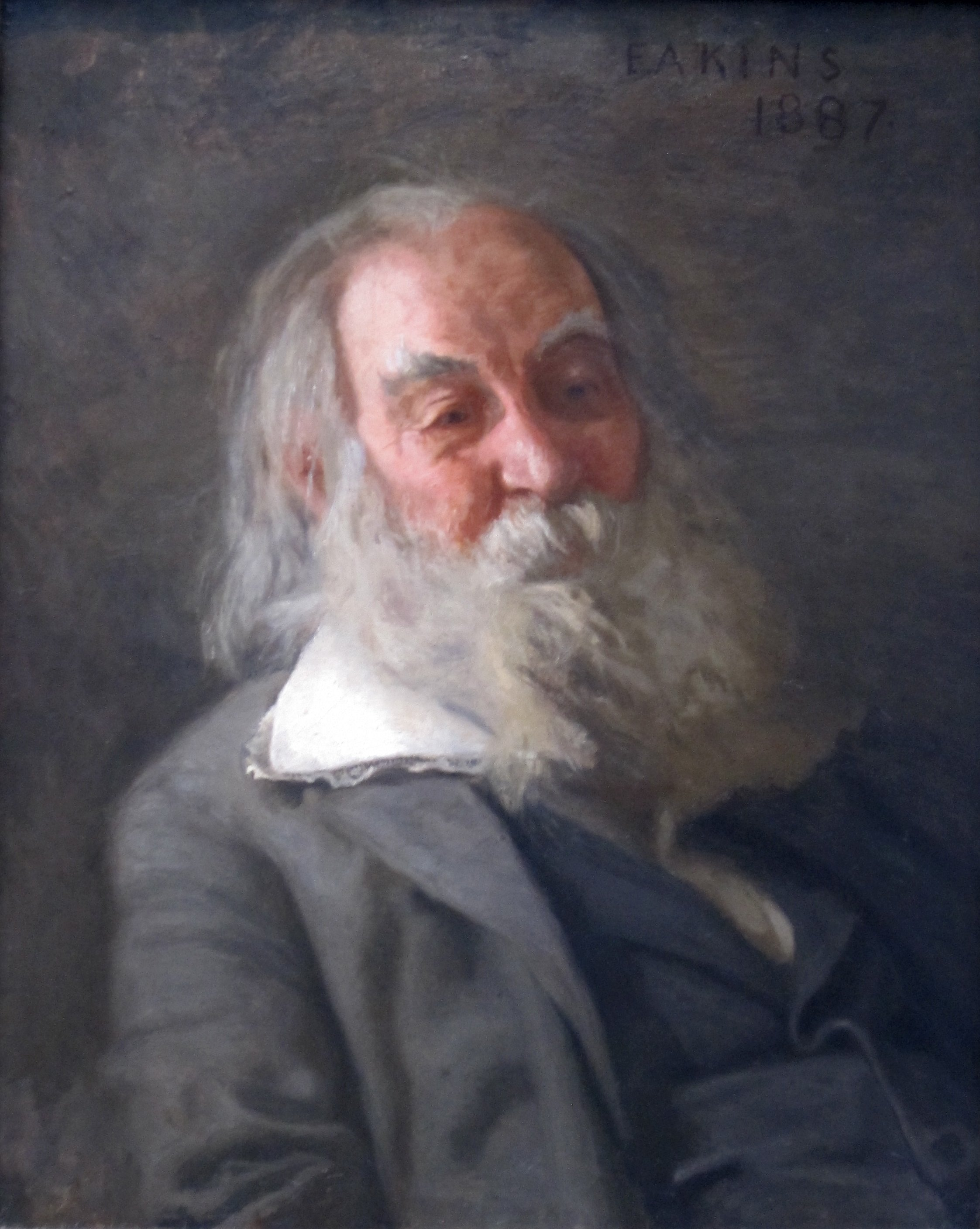
ホイットマンの肖像、トマス・エイキンズ、1887-88年

### アルコール
ホイットマンは禁酒運動の賛同者で、ほとんどアルコールを口にしなかった。ある時には、30歳になるまで「強い酒」は飲んだことがなかったと述べており、禁酒令の施行を主張する時もあった。初期の長編作品の一つは、1842年11月23日に出版した小説『フランクリン・エヴァンズ、または飲んだくれ』 (Franklin Evans; or, The Inebriate) であり、禁酒運動小説であった。ホイットマンがこの小説を書いたのはワシントニアン運動（禁酒を助け合う互助運動）の最盛期であったが、この運動と同様、『フランクリン・エヴァンズ』にも批判が多かった。後年、ホイットマンはこの本について恥ずかしく思っていると述べ、「いまいましいたわごと」 ("damned rot") と呼んでいる。そして、酒に酔っぱらった状態で、金のために3日間で書き上げたものだといって片付けている。しかしながら、他にも『狂人』 (The Madman) や短編の『ルーベンの最後の願い』 ("Reuben's Last Wish") など禁酒を勧める作品を著わしている。

### 詩論
ホイットマンは『草の葉』1855年版の序に、「詩人の証とは、詩人が国に自らを捧げるのと同じくらい深い愛情をもって国が彼を取り込んでくれるかだ」と述べている。ホイットマンは詩人と社会の間には、欠くことのできない、共生関係があると信じていた。このようなありようは、「ぼく自身の歌」 ("Song of Myself") において全能的な一人称の語りを用いることで特に強調されている。アメリカの叙事詩として、抜きんでた英雄を登場させる伝統的手法から逸れて、普通の人のアイデンティティを帯びさせている。『草の葉』はまた、当時のアメリカ合衆国において進行していた都市化が大衆に与える影響も反映している。

### 宗教
ホイットマンは理神論に深く傾倒していた。特定の宗教が他の宗教よりも重要だといった考えを否定し、全ての宗教を対等に扱った。「ぼく自身の歌」では、主要な宗教を一覧にし、その全てを尊重し受け入れるという姿勢を示したし、この感覚は「祖先とともに」 ("With Antecedents") で更にはっきりと示されている。この中で彼は「ぼくはすべての理論、神話、神、半神を受け入れる / ぼくは古い語り、聖書、系図は、一つ残らず、真実だとみなす」と記している。1874年、心霊主義運動のために詩を書くように依頼されたホイットマンは、「私にはほとんどただの安っぽく、粗っぽいペテンにしか見えない」と答えている。ホイットマンは無神論者であり、すべての教会を認めたが、どれ一つとして信じていなかった。

### セクシュアリティ

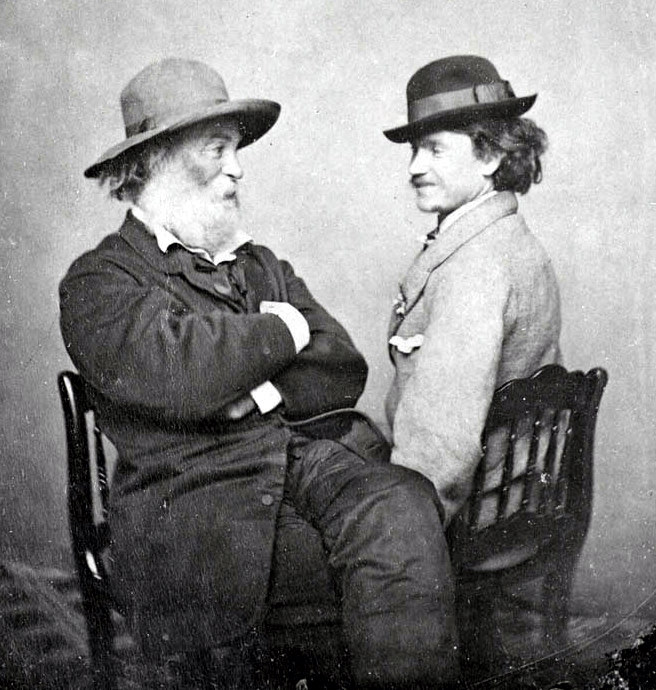
ホイットマンとピーター・ドイル。ドイルはホイットマンと親密な関係にあったと信じられている人物の一人である。

ホイットマンのセクシュアリティについては、まま異論も出されるものの、その詩の内容から両性愛者であったと判断されることが多い。異性愛者、同性愛者という概念は1868年に作り出されたものであり、ホイットマンが老年になるまで幅広くは認知されていなかった。ホイットマンの詩では、愛や性をより土臭い、個人主義的な形で描いているが、これは性が医学的考察の対象となる1800年代後半よりも前のアメリカ文化では普通のことであった。『草の葉』はしばしばポルノ的だとかわいせつだと呼ばれはしたが、作家本人の性的行動を推測して言及している批評家はたった一人である。すなわち、1855年11月の評で、ルーファス・ウィルモット・グリスウォルドは、ホイットマンは「キリスト教徒が口にしてはならないあの恐ろしい罪」を犯しているのだろうと述べた。ホイットマンは生涯を通じて多くの男性と深い友情を結んでいた。一部の伝記著者は、実際に男性との性的関係に及ぶことはなかっただろうとしている。その一方で、手紙や日記などを引用して、彼の友人関係の一部に性的な関係も含まれていたことを立証しようとしている著者もいる。
伝記著者デイビッド・S・レイノルズ (David S. Reynolds) は、ピーター・ドイルという男性を、ホイットマンの生涯の恋人の最有力候補としてあげている。ドイルはホイットマンが1866年頃に出会ったバスの車掌で、数年間、離れないほど密接な関係であった。1895年にうけたインタビューの中でドイルは、「ぼくたちはすぐに親しくなった — ぼくは彼の膝に手を置いた — それでわかりあった。彼は終点で降りなかった — それどころか、またずっとぼくといっしょに戻っていった」と述べている。オスカー・ワイルドによる、より直接的な、間接的証言もある。ワイルドは1882年にアメリカでホイットマンに会い、同性愛者権利の活動家ジョージ・セシル・アイヴスへの手紙の中で、この偉大なアメリカの詩人の性的指向に「疑いはない」と記している。「ウォルト・ホイットマンの接吻がまだぼくの唇に残っている」と自慢もした。唯一残るホイットマンの性的行動の明示的な記述も間接的なものである。1924年、老境に入ったエドワード・カーペンターは、若き頃のホイットマンとのエロティックな出会いを、ガヴィン・アーサーに語り、アーサーがこれを自身の日記に詳細に記している。ホイットマンは晩年に「菖蒲」 ("Calamus") の連作は同性愛的かと率直に聞かれた時に、返答を避けている。
ホイットマンに女性との性的関係があったという証拠もいくつかある。1862年の春には、エレン・グレイというニューヨークの女優とロマンティックな友情を交わしているが、性的な関係もあったのかは定かでない。何十年も後にカムデンへ引っ越した際に、彼女の写真をまだ持っており、彼女のことを「私のなつかしい恋人」 ("an old sweetheart of mine") と呼んでいる。1890年8月21日付けの手紙では、「6人のこどもがいる。2人は死んだ」と述べているが、この記述を裏付けるものは一つも発見されていない。最晩年には、昔の恋人の話をたびたびし、『ニューヨーク・ヘラルド』紙に掲載された「一度も恋愛をしたことがない」という疑いを否定した。

### シェイクスピア別人説
ホイットマンはシェイクスピア別人説の支持者で、シェイクスピア作品の著者をストラトフォード・アポン・エイヴォンのウィリアム・シェイクスピアに帰することに反対していた。1888年の「11月の大木」 (November Boughs) の中でシェイクスピアの劇作品について次のように述べている。

### 奴隷制
ホイットマンはアメリカ合衆国における奴隷制の維持に反対し、ウィルモット条項を支持していた。しかし、奴隷制廃止運動家（アボリショニスト）ではなく、この運動には益よりも害が多いと見なしていた。ある時には、アボリショニストたちは、実際には、その「過激主義と専横的な態度」のために、目的の達成を遅らせている、と書いている。彼の主な主張は、アボリショニストの方法は民主的な手続きを阻害し、南部諸州の拒絶と同じように、国全体の利益よりも自分たちの利益を優先させているというものであった。ホイットマンはまた、自由なアフリカ系アメリカ人であっても投票は認めるべきでないという、当時広範に支持されていた見解を支持し、議会におけるアフリカ系議員の増加を憂慮していた。

## 影響
ウォルト・ホイットマンは、アメリカ最初の「民主主義詩人」と評されてきた。アメリカ的なものを並外れた形で描き、読み継がれた肩書きである。ホイットマン自身の友人で、イギリス人のメリー・スミス・ウィター・コステローは「ウォルト・ホイットマン抜きに、『草の葉』抜きに、アメリカをほんとうに理解することはできない……彼はあの文明を、彼のことばを借りるなら、「時代に即して」描き出しており、歴史哲学の学徒は誰一人として彼なしではやっていけない」と評した。
後年のモダニスト詩人・エズラ・パウンドは、ホイットマンを「アメリカの詩人……彼がアメリカだ」と呼んでいる。アンドリュー・カーネギーは「これまでのアメリカの偉大な詩人」と呼んだ。ホイットマンの詩に親しんでいたエドワード・ホッパーは、ホイットマンの影響を深く受けていたようだ。窓際に立つ裸婦の作品群は（批評家ウォルター・ウェルズによれば）、ホイットマン、とりわけ、議論を呼んだ「私を待つ女」 ("A Woman Waits for Me") の影響を受けている可能性が高い。
文芸批評家ハロルド・ブルームは『草の葉』150周年記念版の解説の中で、「あなたがアメリカ人であれば、ウォルト・ホイットマンはあなたの想像の父母である。たとえあなたが、私のように、詩を一行も書いたことがなくてもだ。合衆国の世俗経典の候補として、相当な数の文学作品の名をあげることができるだろう。ハーマン・メルヴィルの『モービー・ディック』、マーク・トウェインの『ハックルベリー・フィンの冒険』、エマソンの2つの『随筆集』と『人生論』。しかしこれらのどれ一つとして、エマソンの作品ですら、『草の葉』の初版にくらべたら脇に追いやられる」と述べている。
ホイットマン自身も、自らを詩の世界における救世主的存在と見なしていた。他の人々もこれに同意している。ホイットマンの信奉者だった、ウィリアム・スローン・ケネディは「ウォルト・ホイットマンの生誕を、今キリストの生誕を祝っているように、祝うようになるだろう」と推測している。ホイットマンの作品は詩の形式の枠組みを打ち破り、散文的である 。彼はまた、詩の中で、独創的なイメージやシンボルを用いている。例えば、朽ちた葉や、藁束、がれきなどである。死や性について開けっ広げに書き、売春にも言及した。彼が自由詩を始めたわけではないが、自由詩の父と呼ばれることも多い。
ホイットマンの放浪的な生活様式は、1950年代から60年代のビート・ジェネレーションおよびその指導的立場にあったアレン・ギンズバーグやジャック・ケルアックなどの作家たち、またアドリエンヌ・リッチやゲーリー・スナイダーなどの反戦詩人たちに受け継がれた。またホイットマンは『吸血鬼ドラキュラ』で著名なブラム・ストーカーにも影響を与え、ドラキュラ伯爵のモデルとなった。ストーカーの覚書きによれば、ドラキュラは典型的な男性を代表しており、典型的な男性とは、ストーカーにとっては、ホイットマンであった。二人はホイットマンの死まで書簡を交わしていた。

## 日本語文献（近年刊）
- 『草の葉』 酒本雅之訳、岩波文庫（上中下）、1998年 - 改訂完訳版（旧版は杉木喬・鍋島能弘と共訳）
- 『おれにはアメリカの歌声が聴こえる　草の葉（抄）』 飯野友幸訳、光文社古典新訳文庫、2007年
- 『草の葉 初版』 富山英俊訳、みすず書房〈大人の本棚〉、2013年
- 『詩集 草の葉』 富田砕花訳、第三文明社、新版2018年
- 『草の葉』 長沼重隆訳、角川文庫、改訂版1999年
- 『草の葉　ホイットマン詩集』 有島武郎選訳、岩波文庫、復刊2005年（初刊1934年）
- 『対訳 ホイットマン詩集』 木島始編訳、岩波文庫、1997年
- 『ホイットマン詩集』 編訳・木島始ほか、思潮社〈海外詩文庫〉、1994年
- ホイットマン『民主主義の展望』 佐渡谷重信訳、講談社学術文庫、1992年
- 『ホイットマン自選日記』 杉木喬訳、岩波文庫（上下）、1967-68年 - 度々再刊
- 田中礼 『ウォルト・ホイットマンの世界』 南雲堂、2005年
- 『ウォルト・ホイットマン アメリカ古典文庫5』 亀井俊介解説（他4名と訳）、研究社、1976年